# Инферно (филм из 2016)
Инферно је амерички детективски трилер из 2016. године којег је режирао Рон Хауард, а сценарио написао Дејвид Кеп, по истоименом роману из 2013. године Дена Брауна. Филм је наставак филмова Да Винчијев код (2006) и Анђели и демони (2009), и трећи је наставак низа филмова о Роберту Лангдону. У филму главну улогу има Том Хенкс као Роберт Лангдон, а уз њега се појављују Фелисити Џоунс, Омар Си, Сидси Бабет Кнудсен, Бен Фостер и Ирфан Кан.
Снимање филма почело је 27. априла 2015. године у Венецији (Италија), а завршено је 21. јула 2015. године у Будимпешти (Мађарска). Филм је премијерно пуштен у Фиренци 9. октобра 2016. године, а у САД је изашао 28. октобра 2016. године, десет година након пуштања Да Винчијевог кода. Филм је углавном добио негативне критике а зарадио је 220 милиона долара у односу на продукцијски буџет од 75 милиона долара.

## Радња
Професор са универзитета Харвард Роберт Лангон, буди се у болничкој соби у Фиренци, без сећања на то шта се десило претходних неколико дана, али мучен визијама спаљене земље. Докторка Сијена Брукс, један од доктора који су се бринули о њему, открива да пати од амнезије као последице ране од метка у глави. Други доктор каже да је полиција ту како би испитала Лангдона, али се испоставља да је полицајац заправо Вајента, убица, који пуца у доктора док трчи низ ходник. Сијена помаже Лангдону да побегне и беже у њен стан.
Међу Лангдоновим личним стварима, њих двоје проналазе Фарадејев показивач, минијатурни пројектор слике са измењеном верзијом Мапе пакла Сандра Ботичелија, која се заснива на Дантеовом Инферну. Убрзо схватају да је ово први траг који је оставио Бертранд Зобрист, генетичар милијардер који је веровао да су потребне ригорозне мере како би се зауставио раст популације земље и који је извршио самоубиство након што су га прогонили наоружани владини агенти.
Лангдон и Сијена схватају да је Зобрист, опседнут Дантеом, створио вирус који је назвао "Инферно", способан да десеткује светску популацију. У међувремену, прате их Вајента и агенти из Светске здравствене организације (СЗО), који покушавају да нападну стан, присиљавајући их да поново беже. Агенте СЗО предводи Елизабет Сински, стара Лангдонова партнерка, а покушавају да спрече ослобађање вируса. Вајента извештава свог послодавца Херија Симса, директора приватне безбедносне фирме под називом "Конзорцијум", који делује у име Зобриста, а он јој даје упутства да убије Лангдона јер је постао препрека.
Лангдоново знање о Дантеовим делима и историји, и скривеним пролазима Фиренце, им омогућава да прате трагове као што су слова и фразе које воде до различитих локација у Фиренци и Венецији. На том путу, Лангдон открива да је украо и сакрио Дантеову Посмртну маску, кључни доказ, у догађају којег се такође не сећа. Зобрист је Симсу обезбедио видео поруку о вирусу, коју треба објавити након што је вирус пуштен. Изненађен због њеног садржаја, Симс се удружио са Синскијевом како би то спречио. Међутим, Лангдона и Сијену је контактирао Кристоф Бучард, човек који тврди да ради за СЗО, упозоравајући их да Синскијева има двоструку корист и да тражи вирус Инферно због свог сопственог профита. Њих троје сарађују неко време, све док Лангдон не схвати да Бучард лаже и тражи вирус због свог профита, што присиљава Лангдона и Сијену да поново побегну.
Лангдон схвати да је вирус у Аја Софији у Истанбулу. Са тим знањем, Сијена напушта Лангдона, откривајући да је била Зобристова љубавница и да ће осигурати пуштање вируса. Зобрист и Сијена су се играли лова на благо; овај пут је био резервни план у случају да се Зобристу нешто деси. Лангдон је поново ухваћен од стране Бучарда, али Симс убије Бучарда и спашава Лангдона, који се затим удружи са Синскијевом, која га је питала за помоћ у тумачењу слика из Фарадејевог показивача. Симс открива да га је Сијена ангажовала да киднапује Лангдона када је Зобрист убијен, и да га дрогира бензодиазепином како би изазвао губитак памћења; догађаји у болници су били исценирани.
Затим схватају да је вирус у пластичној врећи сакривен под водом у Цистерни Базилика у Истанбулу. Тим СЗО, којем су се придружили Лангдон, Симс и Синскијева, покушавају да нађу и осигурају врећу, док Сијена и њени савезници покушавају детонирати експлозив који ће покидати врећу и пустити вирус у ваздух. Сијена убија Симса, а када јој се Лангдон супротстави, она извршава самоубиство у покушају да пусти вирус. Детонација је могла да покида врећу али зато што је већ била у осигурана, вирус је био осигуран на време и Сијенини савезници су убијени. Након тога, вирус преузима СЗО, а Лангдон се враћа у Фиренцу како би вратио Дантеову Посмртну маску.

## Улоге
- Том Хенкс као др. Роберт Лангдон, професор симбологије на Харварду.[4]
- Фелисити Џоунс као др. Сијена Брукс, доктор који помаже Лангдону да побегне.[5]
- Омар Си као Кристоф Бучард, шеф тима за Надзор и подршку Европског центра за превенцију и контролу болести.[5]
- Бен Фостер као Бертранд Зобрист, трансхуманистички научник који је хтео да реши проблем пренасељености земље.[6][7]
- Сидси Бабет Кнудсен као Елизабет Сински, шеф Светске здравствене организације.[5]
- Ирфан Кан као Хари Симс, шеф Конзорцијума, који помаже Зобристу у његовој мисији. Али након што схвати да је Зобрист терорист, мења страну и придружује се Роберту Лангдону и Елизабет Сински.[5]
- Ана Улару као Вајента, агент Конторцијума у Фиренци којој је наређено да прати Лангдона.[7]